# Bardas Focas, o Jovem
Bardas Focas (em grego: Βάρδας Φωκᾶς; romaniz.: Bardas Phocas; † 13 de abril de 989) foi um general bizantino com participações ativas em três revoltas a favor e contra a dinastia macedônica que governava o Império Bizantino no século X.

## Nome
Bardas (Βάρδας, Bárdas) é a forma latina e grega do armênio Varde (Վարդ, Vard), que pode ter derivado do parta vard- (em iraniano antigo *vr̥da-), "rosa", ou do iraniano antigo vard-, "virar".

## Primeira revolta
Bardas era um dos mais importantes membros das família Focas, o mais importante clã aristocrático bizantino do século X. Seu pai, Leão Focas, o Jovem, era um curopalata e irmão do imperador Nicéforo II Focas. Ainda jovem, Bardas já ganhara a reputação de ser um grande experto na arte da guerra:
| “ | De acordo com os historiadores, este homem, Bardas, lembrava as pessoas de seu tio, o imperador Nicéforo, pois ele estava sempre melancólico e vigilante, capaz de antecipar todas as eventualidades, de compreender tudo numa batida de olhos. Longe de ser ignorante das manobras militares, não havia nenhum aspecto da guerra de cerco, nenhum truque de emboscada ou tática de combate na qual ele não fosse completamente versado. Além disso, na questão de sua capacidade física, Bardas era mais energético e viril que Bardas Esclero. Na verdade, qualquer um que recebesse um golpe de suas mãos estaria morto imediatamente e exércitos inteiros tremiam mesmo quando ele gritava de longe. | ” |
|   | — Miguel Pselo, Cronografia.. |   |

Se a carreira militar foi fácil de galgar, foi ainda mais fácil de desabar. Com a morte do tio em 970, Focas e sua família se revoltaram contra o novo imperador e seu novo primo, João I Tzimisces. Bardas foi proclamado imperador pelas tropas estacionadas em Cesareia, mas a revolta foi logo sufocada por outro habilidoso comandante, Bardas Esclero. Focas e seus parentes foram capturados e exilados para a ilha de Quio, onde eles passariam os próximos sete anos.

## Focas contra Esclero

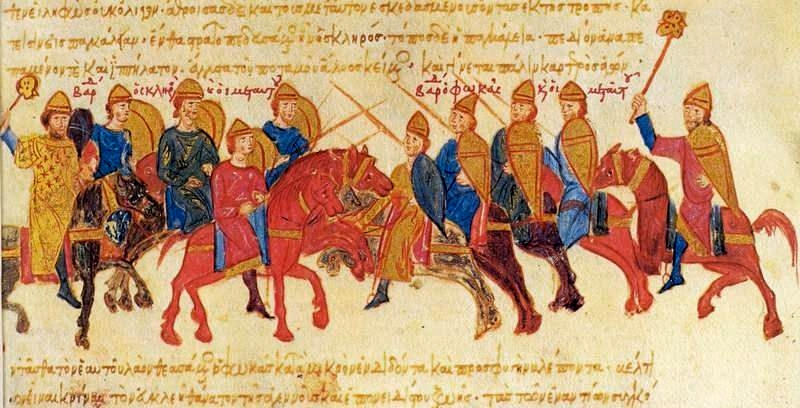
Confronto entre os exércitos de Esclero e Focas.
Iluminura do Escilitzes de Madrid.

Em 978, Bardas foi libertado de sua prisão pelo eunuco Basílio Lecapeno, o tio de Basílio II Bulgaróctono e o regente de facto. Ele foi enviado disfarçado para a sua Capadócia natal para articular a aristocracia local contra Esclero, que tinha se revoltado contra as autoridades imperiais e avançado até o Helesponto. Ajudado por um exército georgiano liderado por João Tornício, Focas eventualmente sufocou a revolta, conseguindo uma vitória num combate singular contra Esclero na Batalha de Pancália, apesar de diversos contratempos. Por seus vitais serviços à coroa, ele foi recompensado com o cobiçado cargo de doméstico das escolas e uma vez mais liderou os exércitos bizantinos na reconquista de Alepo frente aos árabes abássidas. Posteriormente, citando Pselo, "ele recebeu o privilégio de um triunfo e tomou seu lugar entre os amigos pessoais do imperador".

## Segunda revolta
Enquanto Constantino VIII (r. 1025–1028) era facilmente manipulado por seus conselheiros, seu irmão, Basílio II Bulgaróctono, estava aparentemente irritado com a situação. A energia de Basílio mostrou que ele estava determinado a tomar a administração em suas próprias mãos e a controlar pessoalmente o exército. Porém, a crescente autonomia de Constantino alarmou tanto Basílio Lecapeno quanto Focas. Em 987, ambos contataram secretamente seu antigo inimigo, Esclero, e firmaram um acordo secreto de que o império seria dividido entre eles se tivessem sucesso em uma revolta contra os imperadores.
Numa campanha que curiosamente mimetizou a revolta de Esclero uma década antes, Focas se autoproclamou imperador e invadiu a maior parte da Ásia Menor. "Não era mais imaginação, mas a dura realidade, que ele vestiu as roupas imperiais, com a coroa do imperador e a insígnia real do púrpura", diz Pselo.
Após relegar seu colega Esclero à prisão, Focas marchou para cercar Abidos, ameaçando assim bloquear o Dardanelos. Neste ponto, Basílio II conseguiu obter uma ajuda inesperada dos mercenários varangianos de seu cunhado Vladimir, o príncipe russo de Quieve, e marchou para Abidos.
Os dois exércitos estavam frente a frente quando Focas galopou à frente para tentar um combate solo com o imperador, que também estava à frente de suas forças. Porém, quando se preparava para enfrentar Basílio, Focas sofreu uma convulsão, caiu do cavalo e morreu. A revolta se encerrou imediatamente, sua cabeça foi cortada e enviada para Basílio.

## Filhos
Do seu casamento com uma prima, Adralestina, Bardas deixou dois filhos, Leão e Nicéforo (+1022). Seu neto e homônimo, Bardas Focas, foi cegado pelas autoridades imperiais em 1025. Acredita-se que a família Focas cretense descenda dele.